# Nicolas Joseph Maison

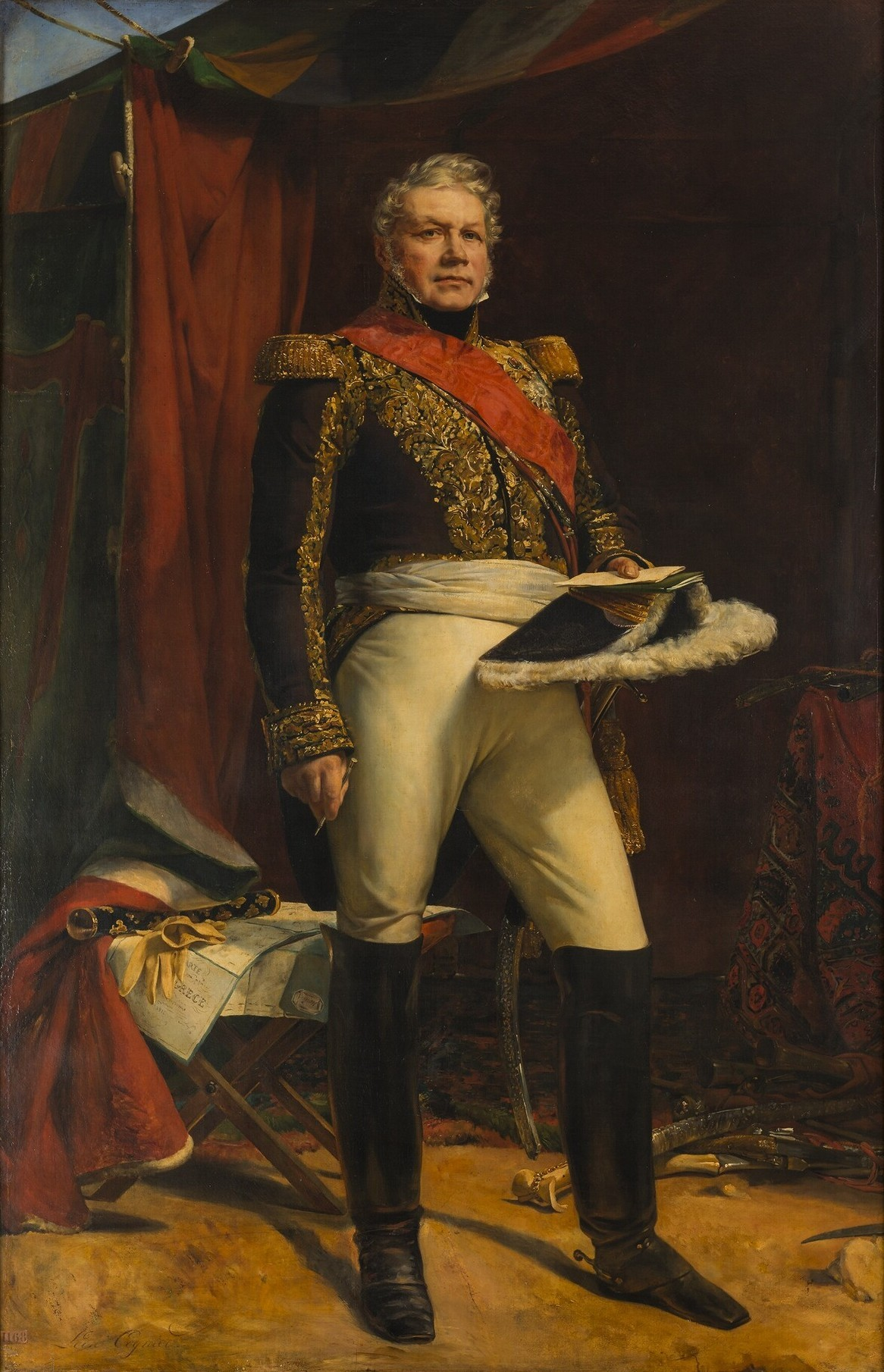
Nicolas Joseph Maison

Nicolas Joseph Maison (Épinay-sur-Seine, 19 december 1770 - Parijs, 13 februari 1840), vanaf 1817 markies van Maison, was een maarschalk van Frankrijk en Frans minister van Buitenlandse Zaken en Oorlog.

## Franse Revolutie en Napoleon
In 1792 schreef Maison zich in bij het Franse revolutionaire leger en diende daarna in de Franse Revolutieoorlogen. Hij diende als aide-de-camp van toenmalig minister van Oorlog Bernadotte. In de campagne van 1806 diende hij als brigadegeneraal onder hem en nam hij deel in de achtervolging van het Russische leger na hun nederlaag bij Jena. In 1808 werd hij naar Spanje gestuurd, waar hij onder maarschalk Victor diende bij de inname van Madrid. Hij werd hier verwond. In 1812 nam hij deel aan de invasie van Napoleon in Rusland, waar hij in de Slag aan de Berezina werd gepromoveerd tot divisie-generaal en de titel van baron kreeg. Nadat maarschalk Oudinot gewond was geraakt nam Maison het commando over het Tweede Korps over en leidde het terwijl het zich terugtrok naar de Wisła. In 1813 organiseerde hij de terugtrekking van het leger na de nederlaag van maarschalk MacDonald in de Slag bij de Katzbach. Na de Slag bij Leipzig, waarin hij opnieuw gewond raakte, kreeg hij een benoeming in het Franse Legioen van Eer en werd benoemd tot comte de l'Empire (graaf). In 1814 werd hij belast met de verdediging van België en de haven van Antwerpen.

## De Restauratie
Nadat Napoleon troonsafstand had gedaan, keerde Maison zich naar Lodewijk XVIII, die hem gouverneur van Parijs maakte. Tijdens de Honderd Dagen bleef Maison trouw aan de Bourbons en vluchtte met hen naar Gent. Nadat Napoleon voor de tweede keer was verslagen werd Maison commandant gemaakt van de eerste legerdivisie. Hij werd voor de krijgsraad geroepen voor de jaren dat hij Napoleon gesteund had, maar kwam eraf met een demotie naar de kleinere achtste legerdivisie.
In 1817 kreeg Maison de titel markies en in 1829 kreeg hij de titel maarschalk van Frankrijk.

## Julimonarchie
In 1830 nam Maison deel aan de Julirevolutie, en diende in 1830 enkele weken als minister van Buitenlandse Zaken voordat hij als ambassadeur naar Wenen werd overgeplaatst. In 1833 werd hij als ambassadeur overgeplaatst naar Sint-Petersburg. In 1835 diende hij nog anderhalf jaar als minister van Oorlog, waarna hij zich terugtrok uit het publieke leven. Hij stierf in 1840.
- Bibliothèque nationale de France: cb155194188 (data)
- Gemeinsame Normdatei: 119443759
- International Standard Name Identifier: 0000 0000 8128 3866
- Library of Congress Control Number: n95068951
- Base Léonore: LH//1698/41
- SNAC: w6b35f8t
- Système universitaire de documentation: 161192858
- Virtual International Authority File: 49532186
- WorldCat: E39PBJpV3RdJ9wPbkgqtkgVt8C